# 约瑟夫·德勒埃
约瑟夫·德勒埃（法語：Joseph Dréher，1884年5月15日—1941年9月28日），法国男子田径运动员。他曾代表法国参加1908年夏季奥林匹克运动会田径比赛，获得男子团体3英里铜牌。